# Christoph Hansteen

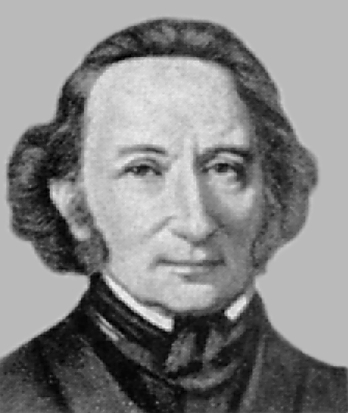
Christopher Hansteen

Christopher (Christoph) Hansteen (Christiana, 26 september 1784 - aldaar, 11 april 1873) was een Noors astronoom en natuurkundige.
Hansteen studeerde aan de Universiteit van Kopenhagen, waar hij eerst rechten en vervolgens wiskunde studeerde. In 1806 doceerde hij wiskunde aan het gymnasium van Frederiksborg, Seeland, en in het volgende jaar begon hij met onderzoek in aardmagnetisme waar zijn naam later in het bijzonder mee geassocieerd werd. In 1810 ontving hij de prijs van de Deense Koninklijke Academie der Wetenschappen voor zijn antwoord op de vraag over de magnetische assen. Na zijn aanstelling tot docent in 1814 werd hij in 1816 bevorderd tot hoofd astronomie en toegepaste wiskunde aan de Universiteit van Christiania. 
In 1819 publiceerde hij werken van onderzoekingen aangaande aardmagnetisme, welke door P.T. Hanson werden vertaald in het Duits onder de titel Untersuchungen über den Magnetismus der Erde, en in de vorm van een supplement onder de titel Beobachtungen der Abweichung und Neigung der Magnetnadel en tevens een bijbehorende atlas. 
In de loop van zijn onderzoekingen reisde Hansteen door Finland en een groot deel van zijn eigen land en van 1828 tot 1830 ondernam hij in samenwerking Georg Adolf Erman, en met de medewerking van de staat Rusland, een regeringsmissie naar West-Siberië.  Een beschrijving van de expeditie verscheen al spoedig onder de titel Reise-Erinnerungen aus Siberien uit 1854 en Souvenirs d’un voyage en Sibérie uit 1857; maar het belangrijkste werk werd pas in 1863 uitgegeven onder de naam Resultate magnetischer Beobachtungen. 
Kort na de terugkeer van de missie werd in 1833 in het park van Christiania een observatorium opgericht, waarvan Hansteen tot directeur werd benoemd. Op zijn voordracht werd in 1839 een magnetisch observatorium toegevoegd. Van 1835 tot 1838 publiceerde hij tekstboeken over geometrie en mechanica en in 1842 schreef hij zijn Disquisitiones de mutationibus, quas patitur momentum acus magneticae. Hij leverde ook veel wetenschappelijke bijdragen in diverse dagbladen, in het bijzonder in het Magazin for Naturvidenskaberne, waarvan hij in 1823 mede-redacteur werd. 
Hij had in 1837 toezicht op het trigonometrische en topografische onderzoek van Noorwegen.
In 1861 stopte op hoge leeftijd hij met zijn actieve werkzaamheden, maar hij ging verder met zijn studies, vervat in zijn Observations de l'inclination magnetique en Sur les variations séculaires du magnetisme welke in 1865 verschenen. Hij overleed in 1873 in Christiania.

## Trivia
De Hansteenkrater op de maan is naar hem genoemd.
Aasta Hansteen, een bekende Noorse feministe en schilderes, was een dochter van Christopher Hansteen.
- Bibsys: 90712173
- Biblioteca Nacional de Chile: 000556526
- Bibliothèque nationale de France: cb16984930k (data)
- Catàleg d'autoritats de noms i títols de Catalunya: 981058509357106706
- CiNii: DA10351453
- Gemeinsame Normdatei: 116461357
- International Standard Name Identifier: 0000 0000 8200 4662
- KulturNav: ab2c19f3-71f8-404a-882e-85edefdcadf1
- Library of Congress Control Number: n2005014292
- Base Léonore: LH//1265/14
- Mathematics Genealogy Project: 193720
- Nationale Bibliotheek van Tsjechië: ola2015887508
- Nationale bibliotheek van Australië: 36001761
- Nationale Bibliotheek van Israël: 987007583695605171
- Nederlandse Thesaurus van Auteursnamen: 129445185
- Réseau des bibliothèques de Suisse occidentale: 02-A003346914
- Istituto Centrale per il Catalogo Unico: TO0V406211
- LIBRIS: 370798
- SNAC: w6vb1tp9
- Système universitaire de documentation: 158472683
- Trove: 1180008
- Virtual International Authority File: 15520384
- WorldCat: E39PBJd3PC88TfmHjCPvpdDjG3